# Valto Baltzar
Valto Baltzar est un réalisateur et acteur finlandais,.
Baltzar a produit, réalisé et scénarisé le film musical franco-finlandais Le Café de mes souvenirs, dont les rôles principaux sont interprétés par Eveliina Kauhanen, Lionel Nakache et Anouchka Delon,,.